# Bakteriostatički agens
Bakteriostatički agens ili bakteriostatik, skraćeno Bstatik, je biološki ili hemijski agens koji zaustavlja bakterijsku reprodukciju, i koji ne utiče na bakterije na druge načine. U zavisnosti od njihove primene, razlikuju se bakteriostatički antibiotici, dizinfektanti, antiseptici i prezervativi. Nakon uklanjanja bakteriostatika, bakterija obično počinje ponovo da raste. To je u konrastu sa baktericidima, koji ubijaju bakterije.
Bakteriostatici se često koriste u plastici da bi se sprečio rast bakterija na površinama. Bakteriostatici se širokom upotrebom u laboratorijskoj praksi su natrijum azid (koji je akutno toksičan) i tiomersal (koji je mutagen u ćelijama sisara).

## Bakteriostatički antibiotici
Bakteriostatički antibiotici ograničavaju rast bakterija putem ometanja bakterijske proteinske produkcije, DNK replikacije, ili drugih aspekata bakterijskog ćelijskog metabolizma. Oni moraju da deluju zajedno sa imunskim sistemom da bi se otklonili mikroorganizmi iz tela. Međutim, nema uvek precizne razlike između bakteriostatičkih i baktericidnih antibiotika. Visoke koncentracije pojednih bakteriostatičkih agenasa su baktericidne, dok su niske koncentracije pojednih bakteriocidnih agenasa bakteriostatičke.
U ovu grupu se ubrajaju
- Tetraciklinski antibiotici
- Sulfonamidi
- Spektinomicin
- Trimetoprim
- Hloramfenikol
- Makrolidi
- Linkozamidi